# Wojciech Królik
Wojciech Królik (ur. 27 lipca 1960 w Warszawie) – polski koszykarz, występujący na pozycji rzucającego obrońcy, reprezentant kraju.
Większość kariery zawodniczej spędził z warszawskimi klubami – Polonią i Legią. Występował zarówno w I, jak i II lidze. W swoim najbardziej udanym spotkaniu przeciw Gwardii Wrocław (1984) zdobył 50 punktów, rywalizując między innymi z takimi zawodnikami jak: Adam Wójcik czy Dominik Tomczyk. Reprezentował Polskę na Mistrzostwach Europy w 1991 roku. Świetny strzelec z dystansu. Grał zawodowo w koszykówkę aż przez 25 lat. We wrześniu 2009 roku został II trenerem AZS Koszalin.

## Osiągnięcia
Klubowe
- Wicemistrz Polski (1995)
- 2-krotny finalista Pucharu Polski (1980, 1997)
- Awans do I ligi z Polonią Warszawa (1979, 1982, 1984, 1986, 1991) oraz Legią Warszawa do PLK (2000)

Indywidualne
- Zaliczony do I składu najlepszych zawodników polskiej ligi (1994)
- 2-krotny uczestnik meczu gwiazd PLK (1994, 1995)[2]
- 2-krotny zwycięzca konkursu rzutów za 3 punkty podczas Meczu Gwiazd Polskiej Ligi (1995–1996)
- Lider strzelców polskiej ligi (1994 – 29,6 pkt.)

Reprezentacja
- Uczestnik:
  - mistrzostw Europy w koszykówce (1991 - Rzym, Włochy - 7 miejsce)
  - kwalifikacji do Eurobasketu (1995)